# آلاله اصفهانی
آلاله اصفهانی (نام علمی: Ranunculus aucheri) نام یک گونه از سرده آلاله است. سردهٔ آلاله در ایران ۵۵ گونهٔ علفی یک ساله و چند ساله دارد. آلاله اصفهانی یکی از ۵۵ گونهٔ موجود در ایران است.